# Władcy Rethel

Herb hrabiów Rethel

## Pierwsza dynastia
- ? Manasses I
- do 1032: Manasses II
- 1032–1056: Manasses III
- 1056–1118: Hugon I
- 1118–1124: Gerwazy I
- 1124–1151: Matylda I

## Druga dynastia
- 1124–1158: Eudes de Vitry
- 1158–1171: Ithier
- 1171–1199: Manasses IV
- 1199–1227: Hugon II
- 1227–1242: Hugon III
- 1242–1251: Jan I
- 1251–1262: Walter I
- 1262–1272: Manasses V
- 1272–1285: Hugon IV
- 1285–1328: Joanna I

## Dynastia Dampierre
- 1290–1322: Ludwik I
- 1322–1346: Ludwik II
- 1346–1384: Ludwik III
- 1384–1402: Małgorzata I

## Walezjusze, linia burgundzka
- 1384–1402: Filip I Śmiały
- 1402–1407: Antoni I
- 1407–1415: Filip II
- 1415–1464: Karol I
- 1464–1491: Jan II

## Dynastia Albret
- 1491–1500: Jan d’Albret
- 1500–1549: Maria d’Albret

## Dynastia kliwijska
- 1506–1521: Karol II
- 1549–1561: Franciszek I
- 1561–1562: Franciszek II
- 1562–1564: Jakub I
- 1564–1565: Henrietta

## Gonzagowie
- 1565–1595: Ludwik IV
- 1595–1637: Karol III
- 1637–1659: Karol IV

## Mancini-Mazarini
- 1659–1661: Jules Mazarin
- 1661–1699: Hortensja Mancini
- 1699–1731: Paul-Jules de la Porte
- 1731–1738: Paul de la Porte
- 1738–1781: Louise Jeanne de Durfort